# Vorarlberg Tourismus
Die Vorarlberg Tourismus GmbH ist eine Vorarlberger Landesorganisation mit den Aufgaben Weiterentwicklung des Tourismus in Vorarlberg und Marketing für die Region.
Die Gesellschaft wurde 2008 vom Land Vorarlberg und der Wirtschaftskammer Vorarlberg gegründet und ging aus dem Landesverband Vorarlberg Tourismus hervor.

## Geschichte
Die Gründung der Vorläuferorganisation der Vorarlberg Tourismus GmbH, des Landesverbandes für Fremdenverkehr, erfolgte am 5. November 1893 in Dornbirn. Zu den Aufgaben zählten Sommerprospekte, Plakate und Anzeigenwerbung. 1902 verzeichnete die neu eingeführte Statistik 48.649 Ankünfte. Am Bödele wurde 1907 der erste Skilift der Alpen in Betrieb genommen und 1923 ein Winterprospekt erstellt sowie Rundfunkwerbung geschaltet. Der erste Tourismusfilm folgte 1945.
1966 wurde das erste Vorarlberger Fremdenverkehrsgesetz verabschiedet und zehn Jahre später eine Marktforschung mit landesweiter Gästebefragung durchgeführt. Ab 1982 wurden mehr Winter- als Sommernächtigungen verzeichnet.
Die Gründung der „Vorarlberg Tourismus Ges.m.b.H.“ sowie die Auflösung des Landesverbandes erfolgte 2008. 2012 erarbeitete das Unternehmen gemeinsam mit dem Land Vorarlberg und der Wirtschaftskammer Vorarlberg die Tourismusstrategie 2020.

## Organisation

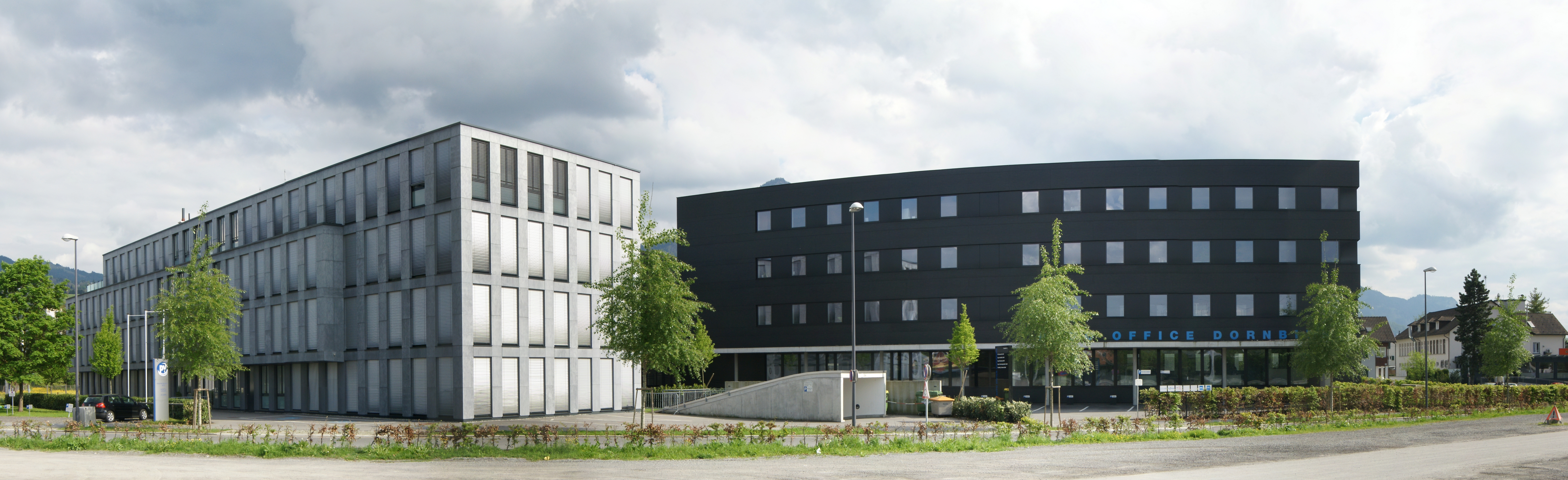
Im Hypo-Office in Dornbirn befinden sich die Geschäftsräumlichkeiten von Vorarlberg Tourismus

Die Gesellschafter der Vorarlberg Tourismus GmbH sind das Land Vorarlberg (75 %) und die Wirtschaftskammer Vorarlberg (25 %). Das Unternehmen beschäftigt 21 Mitarbeiter.
Die Geschäftsführung der Vorarlberg Tourismus GmbH liegt bei Christian Schützinger, Aufsichtsratsvorsitzender ist Landesrat Christian Gantner.
Als beratende Gremien sind die „ARGE der Geschäftsführer Vorarlberg Tourismus und Destinationen“ sowie die „ARGE Marktbearbeitung im Netzwerk“ eingerichtet.
Vorarlberg ist in sechs touristische Regionen eingeteilt:
- Alpenregion Bludenz
- Bodensee-Vorarlberg
- Bregenzerwald
- Kleinwalsertal
- Lech Zürs
- Montafon